# Alan Jackson (zanger)
Alan Eugene Jackson (Newnan, 17 oktober 1958) is een Amerikaans (gospel) countryzanger.

## Biografie
Jackson tekende in 1989 bij het countrylabel van Arista Records. Twintig van zijn singles werden nummer één-hits in de Verenigde Staten.
In 2001 werd hij opgenomen in de Georgia Music Hall of Fame en in 2011 kreeg hij een ster in de Music City Walk of Fame in Nashville.

## Discografie
- Here in the Real World (1989)
- Don't Rock The Jukebox (1991)
- A Lot About Livin' And A Little 'bout Love (1992)
- Who I Am (1994)
- Everything I Love (1996)
- High Mileage (1998)
- Under the Influence (1999)
- When Somebody Loves You (2000)
- Drive (2002)
- What I Do (2004)
- Live At Texas Stadium (met George Strait en Jimmy Buffett)
- Precious Memories (2006)
- Like Red on a Rose (2006)
- 16 Biggest Hits
- Good Time (2008)
- Freight Train (2010)
- Thirty Miles West (2012)
- Precious Memories Volume II (2013)
- The Bluegrass Album (2013)
- Angels and Alcohol (2015)
- Where Have You Gone (2021)